# Cophura sodalis
Cophura sodalis är en tvåvingeart som beskrevs av Osten Sacken 1887. Cophura sodalis ingår i släktet Cophura och familjen rovflugor. Inga underarter finns listade i Catalogue of Life.